# 驼峰乡 (东海县)
驼峰乡，是中华人民共和国江苏省连云港市东海县下辖的一个乡镇级行政单位。

## 行政区划
驼峰乡下辖以下地区：
驼峰村、驼南村、古庄村、早塘村、前蔷薇村、后蔷薇村、三汪村、朱埠村、董马村、下湾村、上林村、上湾村、鲁兰村、杨大庄村、程庄村、后坞墩村、前坞墩村、曹浦村、麦坡村、麦南村和八湖村。